# Xcacau
Xcacau [ʃkakau] (Xcacou en k'iche') es una divinidad quiché de la fertilidad dentro de la mitología maya.
Junto con las diosa Xtoh y Xcanil, preside al sustento de alimentos y la abundancia en las cosechas. En el Popol Vuh se dice lo siguiente : " Xtoh, Xcanil, Xcacau, ustedes han de preparar el maíz con las cenizas".
La formación exogeológica de Venus Xcacau Corona toma su nombre de esta deidad Xcacau.